# Kurswert
Unter Kurswert (englisch market value) versteht man im Finanzwesen einen aktuellen Wert, den ein Finanzinstrument zu einem bestimmten Zeitpunkt aufweist oder zu dem es am Erfüllungstag abgerechnet wird. Gegensatz ist der Nennwert. Als Kurswert wird auch das Wertverhältnis einer nationalen Währung zu Fremdwährungen bezeichnet, wie es sich in etwa im Wechselkurs ausdrückt.

## Allgemeines
Gesetzliche Zahlungsmittel besitzen lediglich einen Nennwert, zu dem sie in Zahlung genommen werden müssen. Alle übrigen Finanzinstrumente, die einen Nennwert besitzen, haben zusätzlich auch einen im Regelfall vom Nennwert abweichenden Kurswert. Während der Nennwert den auf dem Finanzinstrument angegebenen Wert darstellt, liegt dem Kurswert ein aktueller Kurs zugrunde, der als Börsenkurs durch Notierung an der Börse oder außerbörslich auf dem Geld-, Kapital- oder Devisenmarkt durch Kursfeststellung zustande kommt. Kurswert ist mithin der aufgrund des Börsenkurses sich ergebende Wert eines Wertpapiers. Die Abweichung zwischen Nenn- und Kurswert erklärt sich durch Angebot und Nachfrage auf dem betreffenden Markt. Der Kurswert ergibt sich durch Multiplikation des Nennwerts mit dem aktuellen Kurs:
{\displaystyle {\mbox{Kurswert}}={{\mbox{Nennwert}}\cdot {\mbox{Kurs}}}}
Eine US-Dollar-Banknote mit dem Nennwert „100 US-Dollar“ besitzt mithin bei einem Devisenkurs von 0,8785 Euro für einen US-Dollar einen Kurswert von 87,85 Euro. Gibt es keinen Nennwert (wie bei Stückaktien), wird die Anzahl der Stücke mit dem Kurs multipliziert.

## Arten
Zu den Finanzinstrumenten mit Kurswert gehören Zahlungsmittel (Geldersatzmittel), Wertpapiere (Aktien und Anleihen), Devisen, Sorten und Edelmetalle. Bei Transaktionen in Fremdwährung wird der Kurswert zusätzlich durch den Wechselkurs bestimmt. Die Schwankungen des Kurswertes bedeuten für den Inhaber dieser Finanzinstrumente ein Kursrisiko, dem er mit Sicherungsgeschäften entgegenwirken kann. Hierzu stehen insbesondere Termingeschäfte (beispielsweise Devisentermingeschäfte, Devisenoptionsgeschäfte) zur Verfügung. Bei Sammlermünzen entspricht der Kurswert dem Sammlerwert.

## Wertkonvention
Der Kurswert stellt bei der Beleihung von Kreditsicherheiten eine wichtige Wertkonvention dar, auf der die Ermittlung der Beleihungsgrenze von Wertpapieren und anderen Finanzinstrumenten beruht. Sich häufig verändernde Kurswerte führen deshalb insbesondere bei Effektenlombardkrediten zu Wertschwankungen bei der Sicherheitenbewertung durch Kreditinstitute, die nach Art. 224 Abs. 1 Kapitaladäquanzverordnung (CRR) im Extremfall täglich durchzuführen ist. Durch Kurswertrückgang kann es zu Überschreitungen des Beleihungsauslaufs kommen, wofür die Kreditbedingungen mit der Klausel der wesentlichen Verschlechterung der Vermögensverhältnisse ein Nachbesicherungsrecht vorsehen.

## Bilanzierung
Der Kurswert entspricht bei der Bilanzierung dem handelsrechtlich benutzten Begriff „Börsen- oder Marktpreis“, der nach dem strengen Niederstwertprinzip des § 253 Abs. 4 HGB den Vermögensgegenständen des Umlaufvermögens am Bilanzstichtag zugrunde zu legen ist, wenn dieser niedriger als der Buchwert dieser Finanzinstrumente liegt.